# Henry Crozier Keating Plummer
Henry Crozier Keating Plummer FRS (Oxford, 24 de outubro de 1875 – 30 de setembro de 1946) foi um astrônomo inglês.

## Vida e educação
Filho de William Edward Plummer (1849–1928) e sobrinho do astrônomo John Isaac Plummer (1845-1925). Frequentou a St. Edward's School e o Hertford College. Após estudar física lecionou matemática na Universidade Victoria de Manchester.

## Carreira
Em 1900 foi assistente no Observatório Radcliffe da Universidade de Oxford. Em 1912 foi apontado para o cargo de professor de astronomia do Trinity College, Dublin.
Durante sua carreira contribuiu com a Carte du Ciel. Participou do comitê da Royal Society formado para publicar os artigos de Sir Isaac Newton.